# Otto Sýkora (Eishockeyspieler)
Otto Sýkora (auch Oto Sýkora; * 1. Dezember 1964 in Banská Bystrica, Tschechoslowakei) ist ein ehemaliger slowakischer Eishockeyspieler, der über viele Jahre in der höchsten Spielklasse der Tschechoslowakei und der Deutschen Eishockey Liga aktiv war. Seine aktive Spielerkarriere begann 1984 und endete 1995. Danach war er zunächst als Sportmanager der Nürnberg Ice Tigers tätig, darauf fungierte er 2011 kurz als Manager beim HC Sparta Prag. Anfang Juni 2011 übernahm er das Amt des Generalsekretärs des slowakischen Eishockeyverbands.

## Karriere

### Als Spieler
- VSZ Košice, 1984–1985, 1. Liga (Tschechoslowakei)
- HC Dukla Trenčín, 1985–1987, 1. Liga (Tschechoslowakei)
- VSZ Košice, 1987–1989, 1. Liga (Tschechoslowakei)
- Eintracht Frankfurt, 1989–1991, Eishockey-Bundesliga
- EHC 80 Nürnberg, 1991–1992 2. Liga Süd, 1992–1994 2. Eishockey-Bundesliga, 1994–1995 Deutsche Eishockey Liga
- Nürnberg Ice Tigers, 1995–1997, Deutsche Eishockey Liga

### Als Offizieller
Otto Sýkora bekleidete zwischen 1996 und 2009 bei den Nürnberg Ice Tigers die Position des Sportmanagers. In der Saison 2008/09 hatten die Ice Tigers finanzielle Schwierigkeiten und standen kurz vor einer Insolvenz. Im Mai 2009 wurde Sýkora fristlos gekündigt; Lorenz Funk übernahm das Amt als Sportmanager. Anschließend verklagte Sýkora den Club auf Weiterbeschäftigung.
Sýkora wechselte zum HC Sparta Prag, wo er nach kurzer Zeit im Amt des Managers das Vertragsverhältnis 2011 wieder auflöste. Im gleichen Jahr wurde er zum Generalsekretär des slowakischen Eishockeyverbands und General Manager des Nationalteams berufen.